# NHL Entry Draft 2012

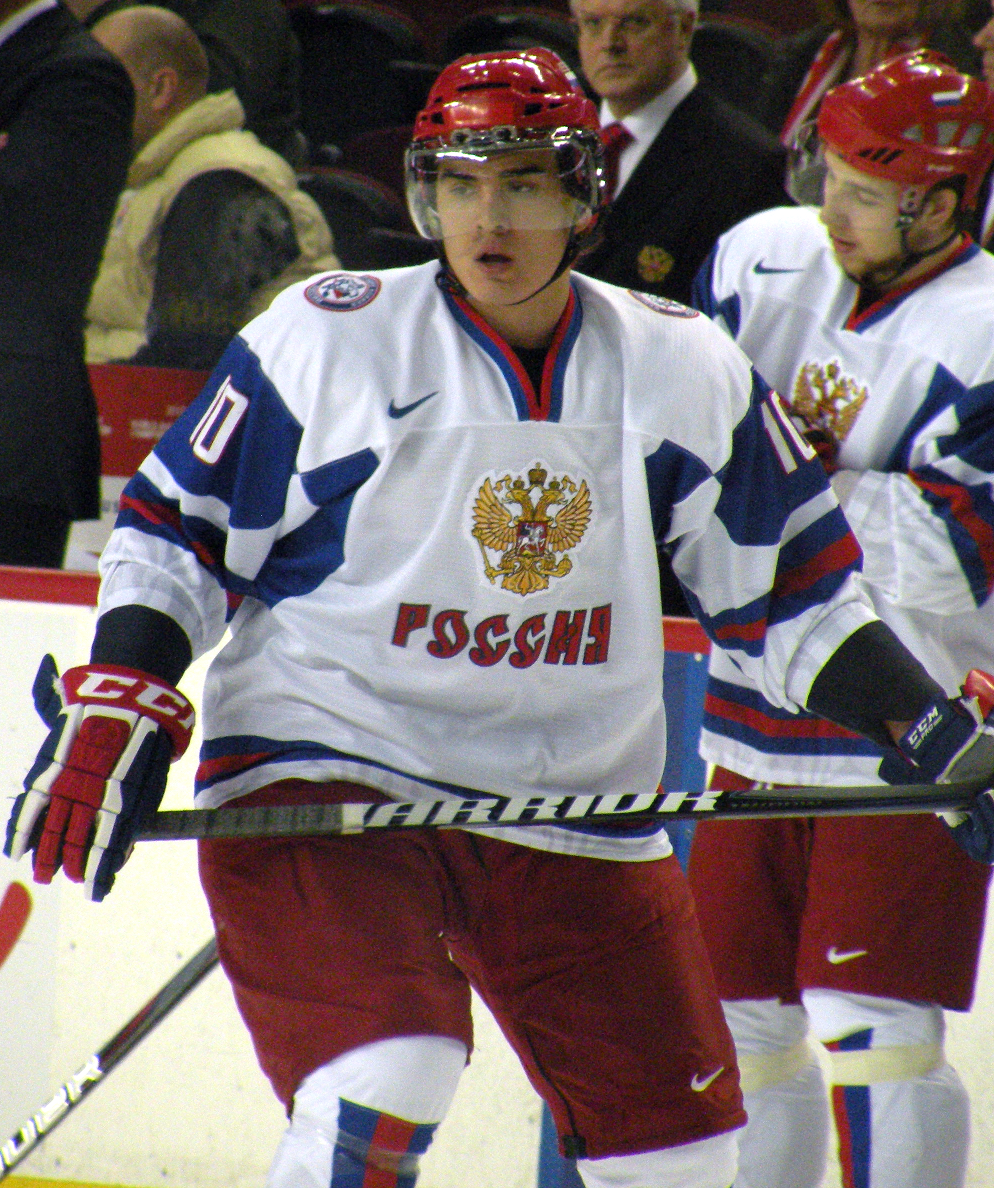
Nail Jakupow został wybrany jako pierwszy w drafcie 2012.

NHL Entry Draft 2012 – 50. draft w historii. Odbył się w dniach 22–23 czerwca 2012 w roku w hali Consol Energy Center amerykańskim mieście Pittsburgh w stanie Pensylwania. Drużyny z NHL mogli wybrać zawodników, którzy urodzili się pomiędzy 1 stycznia 1992 a 14 września 1994 roku.
Mimo iż w poprzednim sezonie najsłabszą drużyną została drużyna Columbus Blue Jackets, jednak po zwycięstwie w loterii draftu jako pierwszego zawodnika wybierać będzie Edmonton Oilers. Będzie to trzecie z rzędu wybieranie pierwszego zawodnika draftu przez tę drużynę.
Łącznie wybrano 211 zawodników w 7 rundach. Z pierwszym numerem wydraftowany został występujący na pozycji prawego skrzydłowego - Rosjanin Nail Jakupow. Jako drugi wybrany został kanadyjski obrońca Ryan Murray, który przeszedł do Columbus Blue Jackets. Trzecim zawodnikiem draftu był amerykański center Alex Galchenyuk, który przeszedł do Montreal Canadiens.

## Ranking skautów
Według scoutów największe szanse na pierwszy numer w drafcie miał Nail Jakupow wśród hokeistów grających w ligach północnoamerykańskich, zaś z grających w ligach europejskich Filip Forsberg. Wśród bramkarzy wymieniano najczęściej Malcolma Subbana z zawodników amerykańskich oraz Andriej Wasilewski z bramkarzy europejskich.
| Ranking | Hokeiści grający w Ameryce | Hokeiści grający w Europie |
| ------- | -------------------------- | -------------------------- |
| 1       | Nail Jakupow (RW)          | Filip Forsberg (C)         |
| 2       | Ryan Murray (D)            | Teuvo Teräväinen (LW)      |
| 3       | Michaił Grigorienko (C)    | Sebastian Collberg (RW)    |
| 4       | Alex Galchenyuk (C)        | Hampus Lindholm (D)        |
| 5       | Morgan Rielly (D)          | Tomáš Hertl (C)            |

| Ranking | Bramkarze grający w Ameryce | Bramkarze grający w Europie |
| ------- | --------------------------- | --------------------------- |
| 1       | Malcolm Subban              | Andriej Wasilewski          |
| 2       | Brandon Whitney             | Oscar Dansk                 |
| 3       | Jake Paterson               | Joonas Korpisalo            |

## Draft 2012

### Runda 1
| #  | Zawodnik                | Drużyna NHL                               | Klub macierzysty                       |
| -- | ----------------------- | ----------------------------------------- | -------------------------------------- |
| 1  | Nail Jakupow (RW)       | Edmonton Oilers                           | Sarnia Sting (OHL)                     |
| 2  | Ryan Murray (D)         | Columbus Blue Jackets                     | Everett Silvertips (WHL)               |
| 3  | Alex Galchenyuk (C)     | Montreal Canadiens                        | Sarnia Sting (OHL)                     |
| 4  | Griffin Reinhart (D)    | New York Islanders                        | Edmonton Oil Kings (WHL)               |
| 5  | Morgan Rielly (D)       | Toronto Maple Leafs                       | Moose Jaw Warriors (WHL)               |
| 6  | Hampus Lindholm (D)     | Anaheim Ducks                             | Rögle BK (Elitserien)                  |
| 7  | Mathew Dumba (D)        | Minnesota Wild                            | Red Deer Rebels (WHL)                  |
| 8  | Derrick Pouliot (D)     | Pittsburgh Penguins (z Carolina)1         | Portland Winterhawks (WHL)             |
| 9  | Jacob Trouba (D)        | Winnipeg Jets                             | U.S. National U-18 Team (USHL)         |
| 10 | Slater Koekkoek (D)     | Tampa Bay Lightning                       | Peterborough Petes (OHL)               |
| 11 | Filip Forsberg (RW)     | Washington Capitals (z Colorado)2         | Leksands IF (Allsvenskan)              |
| 12 | Michaił Grigorienko (C) | Buffalo Sabres                            | Remparts de Québec (QMJHL)             |
| 13 | Radek Faksa (C)         | Dallas Stars                              | Kitchener Rangers (OHL)                |
| 14 | Zemgus Girgensons (C)   | Buffalo Sabres (z Calgary)3               | Dubuque Fighting Saints (USHL)         |
| 15 | Cody Ceci (D)           | Ottawa Senators                           | Ottawa 67’s (OHL)                      |
| 16 | Tom Wilson (RW)         | Washington Capitals                       | Plymouth Whalers (OHL)                 |
| 17 | Tomáš Hertl (C)         | San Jose Sharks                           | Slavia Praga (Ekstraliga czeska)       |
| 18 | Teuvo Teräväinen (RW)   | Chicago Blackhawks                        | Jokerit (SM-liiga)                     |
| 19 | Andriej Wasilewski (G)  | Tampa Bay Lightning (z Detroit)4          | Tołpar Ufa (MHL)                       |
| 20 | Scott Laughton (C)      | Philadelphia Flyers                       | Oshawa Generals (OHL)                  |
| 21 | Mark Jankowski (C)      | Calgary Flames (z Nashville via Buffalo)5 | Stanstead College (Quebec High School) |
| 22 | Olli Määttä (D)         | Pittsburgh Penguins                       | London Knights (OHL)                   |
| 23 | Mike Matheson (D)       | Florida Panthers                          | Dubuque Fighting Saints (USHL)         |
| 24 | Malcolm Subban (G)      | Boston Bruins                             | Belleville Bulls (OHL)                 |
| 25 | Jordan Schmaltz (D)     | St. Louis Blues                           | Green Bay Gamblers (USHL)              |
| 26 | Brendan Gaunce (C)      | Vancouver Canucks                         | Belleville Bulls (OHL)                 |
| 27 | Henrik Samuelsson (C)   | Phoenix Coyotes                           | Edmonton Oil Kings (WHL)               |
| 28 | Brady Skjei (D)         | New York Rangers                          | U.S. National U-18 Team (USHL)         |
| 29 | Stefan Matteau (C)      | New Jersey Devils                         | U.S. National U-18 Team (USHL)         |
| 30 | Tanner Pearson (LW)     | Los Angeles Kings                         | Barrie Colts (OHL)                     |

#### Adnotacje do rundy 1
1.* Pittsburgh Penguins uzyskało miejsce w pierwszej rundzie draftu w wyniku wymiany z dnia 22 czerwca 2012 roku. Rezultatem tej wymiany były przenosiny Jordana Staala do Carolina Hurricanes w zamian za Brandona Suttera i Briana Dumoulina.
2.* Washington Capitals uzyskało miejsce w pierwszej rundzie draftu w wyniku wymiany z dnia 1 lipca 2011 roku. Rezultatem tej wymiany były przenosiny Siemiona Warłamowa do Colorado Avalanche w zamian za wybór drużyny z Colorado w drugiej rundzie draftu 2012 lub 2013.
3.* Buffalo Sabres uzyskało miejsce w pierwszej rundzie draftu wobec drużyny Calgary Flames w wyniku wymiany z dnia 22 czerwca 2012 roku. Rezultatem tej wymiany był wybór w pierwszej rundzie (21. miejsce) oraz w drugiej rundzie draftu 2012 (42. miejsce).
4.* Tampa Bay Lightning uzyskało miejsce w pierwszej rundzie draftu w wyniku wymiany z dnia 21 lutego 2012 roku. Rezultatem tej wymiany były przenosiny Kyle’a Quinceya do Detroit Red Wings w zamian za Sébastiena Piché.
5.* Calgary Flames uzyskało miejsce w pierwszej rundzie draftu wobec drużyny Buffalo Sabres w wyniku wymiany z dnia 22 czerwca 2012 roku. Rezultatem tej wymiany był wybór w pierwszej rundzie (14. miejsce) oraz w drugiej rundzie draftu 2012 (42. miejsce).
Buffalo Sabres uzyskało miejsce w pierwszej rundzie draftu w wyniku wymiany z dnia 27 lutego 2012 roku. Rezultatem tej wymiany były przenosiny Paula Gaustada do Nashville Predators w zamian za wybór drużyny z Nashville w czwartej rundzie draftu 2013.

### Runda 2
| #  | Zawodnik           | Drużyna NHL                     | Klub macierzysty      |
| -- | ------------------ | ------------------------------- | --------------------- |
| 31 | Oscar Dansk (G)    | Columbus Blue Jackets           | Brynäs IF             |
| 34 | Ville Pokka (D)    | New York Islanders              | Kärpät (SM-liiga)     |
| 37 | Pontus Åberg (LW)  | Nashville Predators (za Wild)   | Djurgårdens IF        |
| 50 | Colton Sissons (C) | Nashville Predators (za Flyers) | Kelowna Rockets (WHL) |

### Runda 3
| #  | Zawodnik        | Drużyna NHL         | Klub macierzysty                                    |
| -- | --------------- | ------------------- | --------------------------------------------------- |
| 74 | Esa Lindell (D) | Dallas Stars        | Jokerit U20 (SM-liiga)                              |
| 83 | Matt Murray (G) | Pittsburgh Penguins | Sault Ste. Marie Greyhounds (Ontario Hockey League) |

### Runda 4
| #   | Zawodnik                  | Drużyna NHL         | Klub macierzysty                     |
| --- | ------------------------- | ------------------- | ------------------------------------ |
| 101 | Cédric Paquette (C)       | Tampa Bay Lightning | Blainville-Boisbriand Armada (QMJHL) |
| 110 | Andreas Athanasiou (C/LW) | Detroit Red Wings   | London Knights (OHL)                 |
| 121 | Nikołaj Prochorkin (LS)   | Los Angeles Kings   | CSKA Moskwa (KHL)                    |

### Runda 5
| #   | Zawodnik              | Drużyna NHL       | Klub macierzysty                  |
| --- | --------------------- | ----------------- | --------------------------------- |
| 130 | Connor Hellebuyck (G) | Winnipeg Jets     | Odessa Jackalopes                 |
| 151 | Colin Miller (D)      | Los Angeles Kings | Sault Ste. Marie Greyhounds (OHL) |

### Runda 6
| #   | Zawodnik             | Drużyna NHL         | Klub macierzysty              |
| --- | -------------------- | ------------------- | ----------------------------- |
| 173 | Anton Złobin (N)     | Pittsburgh Penguins | Shawinigan Cataractes (QMJHL) |
| 176 | Petteri Lindbohm (O) | St. Louis Blues     | Jokerit U20 (Jr. A SM-liiga)  |
| 180 | Artur Haurus (C)     | New Jersey Devils   | Owen Sound Attack (OHL)       |

### Runda 7
| #   | Zawodnik             | Drużyna NHL                        | Klub macierzysty              |
| --- | -------------------- | ---------------------------------- | ----------------------------- |
| 195 | Christian Djoos (D)  | Washington Capitals (za Flames)    | Brynäs IF J20 (J20 SuperElit) |
| 196 | Mikael Wikstrand (D) | Ottawa Senators                    | Mora IK                       |
| 202 | Nikita Gusiew (LS)   | Tampa Bay Lightning (za Nashville) | CSKA Moskwa (KHL)             |

## Zawodnicy draftowani według krajów
| Lp. | Państwo           | Draft | Procent |
|     | Ameryka Północna  | 154   | 72.9%   |
| --- | ----------------- | ----- | ------- |
| 1   | Kanada            | 98    | 46.4%   |
| 2   | Stany Zjednoczone | 56    | 26.5%   |
|     | Europa            | 57    | 27.1%   |
| 3   | Szwecja           | 23    | 10.9%   |
| 4   | Rosja             | 11    | 5.2%    |
| 5   | Finlandia         | 9     | 4.3%    |
| 6   | Czechy            | 6     | 2.9%    |
| 7   | Łotwa             | 2     | 1.0%    |
| 7   | Dania             | 2     | 1.0%    |
| 7   | Szwajcaria        | 2     | 1.0%    |
| 10  | Białoruś          | 1     | 0.5%    |
| 10  | Francja           | 1     | 0.5%    |